# د ناینتین سونتی فایو
The 1975 یا د ناینتین سونتی فایو نام یک گروه موسیقی پاپ راک انگلیسی است که کار خود را در شهر منچستر آغاز کرده‌است.این گروه شامل متیو «متی» هیلی (لید وکال، گیتار ریتم) آدام هان (گیتار لید) روس مک دونالد (بیس) جرج دنیل (درام) می‌شود.
پیشینه این گروه به حضور اعضای این گروه به عنوان دانش آموز در دبیرستان ویلمزلو و زمان نوجوانی آنها در سال ۲۰۰۲ بازمی‌گردد که در کنار یکدیگر به خوانندگی و نواختن ساز مشغول بودند. نام این گروه از نسل بیت، جک کرواک الهام گرفته شده‌است.
این گروه تاکنون ۴ آلبوم استدیویی و ۴ ئی‌پی منتشر کرده‌است. اولین آلبوم با نام the 1975 در ۲ سپتامبر سال ۲۰۱۳ و دومین آلبوم با نام I Like It When You Sleep, for You Are So Beautiful yet So Unaware of It در ۲۶ فوریه سال ۲۰۱۶ عرضه شد، سومین آلبوم که قرار بود با نام Music for cars منتشر شود، لغو گردید و به‌جای آن،Music for cars تبدیل به یک ای-پی شد و بند به طرفداران قول آلبوم جدیدی را در سال ۲۰۱۸ داد. آلبوم A Brief Inquiry into Online Relationships (یک تحقیق مختصر در رابطه‌های آنلاین) یا به‌طور خلاصه abiior در سال ۲۰۱۸ که با نقدهای مثبتی روبرو بود،منتشر شد. آلبوم جدید این بند در مهٔ ۲۰۲۰ با نام Notes on a Conditional Form (یادداشت‌هایی به شکل مشروطه) منتشر شد.

## دوران فعالیت

### ۲۰۰۲–۲۰۱۲
متیو هیلی پسر دنیس ولچ (بازیگر) و تیم هیلی (بازیگر) در منچستر بزرگ شد، او با راس مک دانلد، جورج دنیل و آدام هان در دبیرستان Wilmslow در سال ۲۰۰۲ آشنا شد، آدام هان با پیشنهاد به متی، باعث تشکیل بند شد و پس از آن فعالیت آن‌ها در عرصه موسیقی در نزدیکی سن ۱۵ سالگی شان آغاز شد، متی در ابتدا درامر بند بود ولی پس از آنکه وکال بند گروه را ترک کرد تا در بند دیگری شروع به کار کند، جورج دنیل درامر جدید بند شد، آنها با اجرای آهنگ‌های پانک در کلاب‌ها فعالیت خود را آغاز کردند.

### ۲۰۱۲–۲۰۱۴
پس از انتشار آلبوم Facedown در اوت ۲۰۱۲ ترک "The city" در رادیو ملی بریتانیا پخش شد، همچنین در برنامه BBC Introducing show با Huw Stephens در بی‌بی‌سی رادیو پخش شد، همین‌طور در اوایل سال ۲۰۱۲ یک ترک دیگر از این آلبوم به نام "SEX" در بی‌بی‌سی رادیو پخش شد و مورد حمایت قرار گرفت. پس از برگذاری تور، بند با انتشار ترک "Chocolate" به موفقیت رسید و توانست در جدول UK Singles به رتبه ۱۹ برسد. بند در تاریخ ۲۰ می ۲۰۱۳ ورژن جدیدی از آهنگ "The city" را منتشر کرد که در بریتانیا و چند کشور دیگر رتبه دار شد.
د ناینتی سونتی فایو قبل از انتشار آلبوم خود با حمایت گسترده‌ای روبرو شد، بند میوز در دومین تور جهانی خود در ۲۸ می در لندن با این گروه در تور بود، همچنین این گروه با بند the Neighbourhood نیز تور داشت. همین‌طور رولینگ استونز نیز در ۲۰۱۳ از این بند حمایت کرد. در اوت ۲۰۱۳ بند در جشنواره the Festival Republic Stage و Leeds Festivals شرکت کرد.

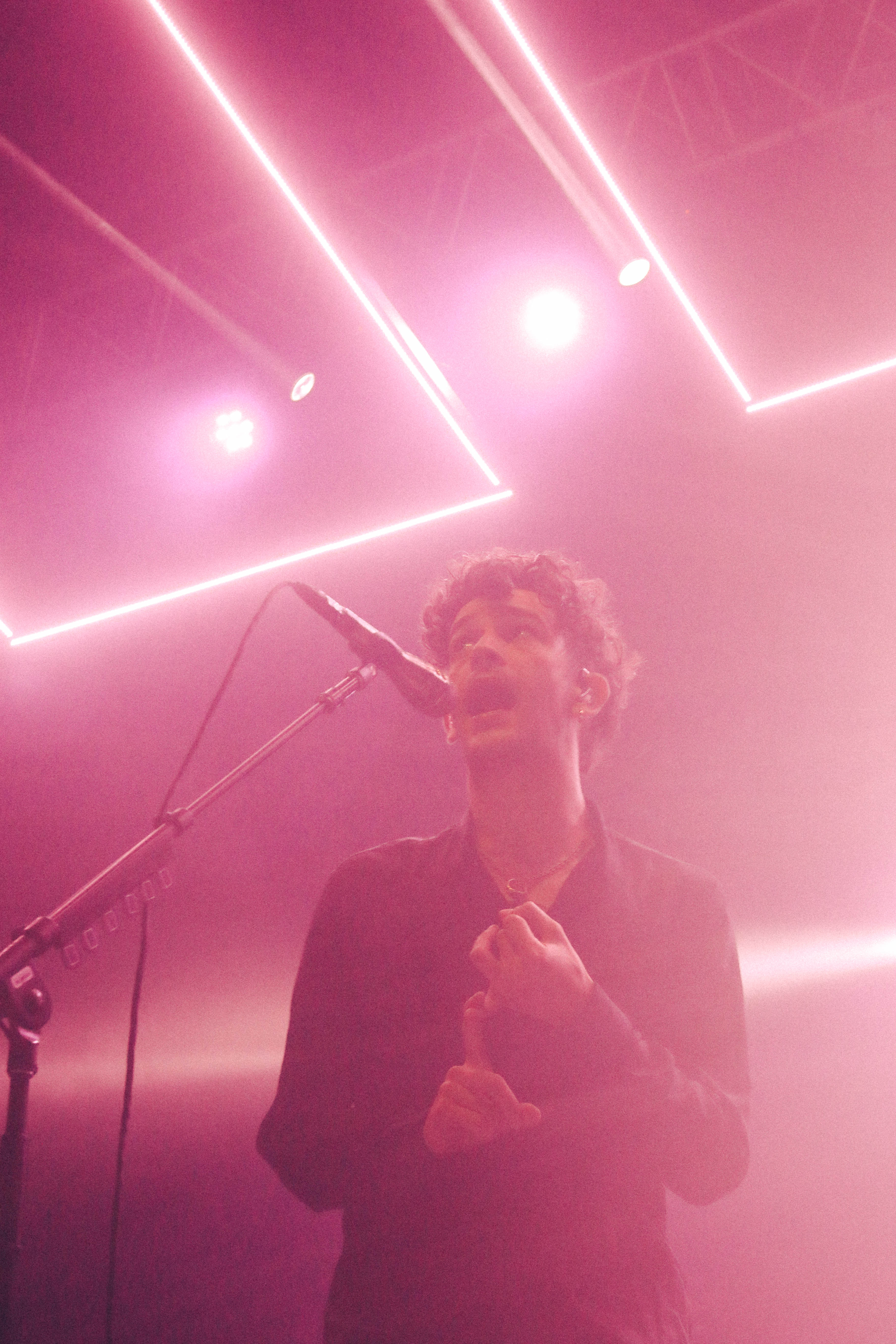
عکسی از اجرای گروه The 1975 در بوئنوس آیرس آرژانتین

### 2015-2017: I Like It When You Sleep, for You Are So Beautiful yet So Unaware of It
در ۱ ژوئن ۲۰۱۵ اکانت‌های اعضای بند بسته شد و گمانه زنی‌هایی با بهم خوردن بند به وجود آمد ولی روز بعد حساب‌ها دوباره بازگردانده شدند و عکس پروفایل‌ها مستطیلی صورتی رنگ و با پس زمینه ای مشکی را نشان می‌دادند که نمایانگر آرای جدید بود.
در ۸ اکتبر آهنگ "Love me"، سپس "UGH" و "The sound" و "Somebodyelse" در بیتس وان منتشر شد و همچنین آهنگ " A change of heart" در بی‌بی‌سی رادیو (چهار روز قبل از انتشار آلبوم) پخش شد.
این آلبوم در ۲۶ فوریه منتشر شد و در جدول‌های UK و US به رتبه‌های بالایی رسید. همچنین برای Mercury Music Prize نامزد شد.

### 2017–present: "Music for Cars" era
آلبوم "Music for cars" که قرار بود آلبوم سوم بند باشد لغو شد و بند ان را به یک ای-پی تبدیل کرد و قول داد که جای آن چیز دیگری منتشر  کند.
در سال ۲۰۱۸ بند در وبسایت خود یه صفحه مخفی را به نمایش گذاشت که یک انسان در حال صحبت با یک ربات بود و به نوعی خبر آلبوم جدید را می‌داد. آلبوم Abiior با نقد مثبت منتقدان روبرو شد و در چارت‌های بیلبورد آمریکا و بریتانیا و کشورهای دیگر به رتبه‌های بالایی دست یافت و ترک "Love it if we made it" تبدیل به تاپ تن سال ۲۰۱۸ شد.
همچنین بند در ۲۰۱۹ ترک جدیدی با نام "The 1975" برای آلبوم جدید خود Notes on a Conditional Form منتشر کرد.

## سبک
The 1975 در پاپ راک طبقه‌بندی شده‌است در حالی که متی هیلی می‌گوید که ما یک بند پاپ نیستیم. این بند را ترکیبی از Talking Heads, My Bloody Valentine, Michael Jackson خوانده‌اند. متی هیلی اعلام کرد که او بیشترین الهام خود را از John Hughes می‌گیرد. همچنین می‌توان این بند را در ژانرهای الکتروپاپ، فانک راک، ایندی پاپ، ایندی راک، پاپ، آلترناتيو  و راک طبقه‌بندی کرد.
آهنگ‌هایی مثل Me و You و Drive like I do و Talkhouse و Slow down از کتاب «در جاده» از «جک کرواک» الهام گرفته شده‌اند.

## Discography
آلبوم‌های استودیویی
- د ۱۹۷۵ (۲۰۱۳)
- وقتی می خوابی دوست دارم، چون خیلی زیبا هستی و در عین حال خیلی از آن بی خبر هستی (۲۰۱۶)
- تحقیق مختصری در مورد روابط آنلاین (۲۰۱۸)
- نکات مربوط به فرم مشروط (۲۰۲۰)
- خنده دار بودن در زبان خارجی (۲۰۲۲)